# Eulitopus seminitidus
Eulitopus seminitidus är en skalbaggsart som beskrevs av Max Quedenfeldt 1883. Eulitopus seminitidus ingår i släktet Eulitopus och familjen långhorningar.
Artens utbredningsområde är:
- Angola.
- Gabon.

Inga underarter finns listade i Catalogue of Life.